# Peștera Dobreștilor
Peștera Dobreștilor este o arie protejată de interes național ce corespunde categoriei a IV-a IUCN (rezervație naturală de tip speologic), situată în județul Argeș, pe teritoriul administrativ al comunei Dâmbovicioara.
Rezervația naturală cu o suprafață de 0,50 hectare înclusă în Parcul Național Piatra Craiului, a fost declarată arie protejată prin Legea Nr.5 din 6 martie 2000 și reprezintă o cavitate (peșteră) în abrupturile calcaroase ale Cheilor Dâmbovicioarei.